# Honeymoon-Uran-Mine
The Honeymoon-Uran-Mine ist ein Bergwerk zur Gewinnung von Uranerz im östlichen South Australia, gelegen zwischen Broken Hill und dem südlichen Lake Frome etwa 600 km nordöstlich von Adelaide und 300 km östlich von Port Augusta. Der Uranabbau der Honeymoon-Uran-Mine begann im Jahr 2011. Sie war bis 2013 die vierte aktive Uranmine in Australien. Sie wurde wegen sinkender Rohstoffpreise geschlossen.

## Geschichte
Die Uranvorkommen von East Kalkaroo (910 t Uranoxid) und Yarramba (300 t) wurden von der Gesellschaft Sedimentary Uranium entdeckt, die allerdings für eine wirtschaftliche Ausbeute nicht die nötige Größe besaßen. Im November 1972 wurden die Uranvorkommen im Gebiet Honeymoon (3.300 t), 75 km nordwestlich vom „Broken Hill“, und im Jahr 1973 die größten Uranvorkommen im Gebiet „Gould Dam“ (17.640 t) entdeckt. Zwischen 1973 und 1979 wurden 250 Erkundungsbohrungen durchgeführt.

## Vorkommen
In dem Gebiet gibt es mehrere Uranlagerstätten in Sandstein in unterschiedlicher Größe: Honeymoon, East Kalkaroo, Yarramba und Gould's Dam. Zunächst handelte es sich lediglich um das Vorkommen von Honeymoon, doch die kanadische Gesellschaft Southern Cross Resources führte die Vorkommen, die auf etwa 22.000 Tonnen geschätzt werden, zu einem Projekt zusammen.

## Abbaumethode
Kleinere Uranlagerstätten in Sandstein können durch Lösung (englisch: in-situ leaching) ökonomisch erschlossen werden und dieses Verfahren soll in diesen teilweise vereinzelten Lagerstätten angewendet werden. Nach Bohrungen in den Erzkörper wird oxidierendes Fluid eingeleitet, das das Uran mobilisiert. Die Lösung wird in den äußeren Bereich des Erzkörpers über Injektionsbohrungen eingebracht. Im Zentrum des Erzkörpers werden die Bohrungen niedergebracht, die die uranhaltige Lösung fördern. Damit soll eine Strömung des Fluids zum Zentrum der Lagerstätte sichergestellt und eine unkontrollierte Verbreitung im Gestein verhindert werden. Im Umfeld der Lagerstätte wurden weitere Bohrungen zur Überwachung angelegt, um eine Kontamination zu verhindern.
Um das Verfahren anzuwenden, muss der Erzkörper durch undurchlässiges Gestein nach oben und unten abgeschlossen sein, außerdem sollte der Erzkörper nach oben und unten durch undurchlässige (tonige) Gesteine begrenzt sein. Ist dies der Fall, fällt bei Anwendung dieses Verfahrens kein Abraum an.

## Politik
Da der Uranabbau bei der Anti-Atomkraft-Bewegung in Australien und der Bevölkerung umstritten ist, fand vom 14. bis 16. Mai 1982 eine Blockade des Abbaugebiets statt. Im März 1983 kam John Bannon von der Australian Labor Party (ALP) in Südaustralien an die Macht und aufgrund der sogenannten Drei-Minen-Politik der ALP wurde der Abbau nicht genehmigt. Am 17. März 1998 erlaubte die Regierung von South-Australia den Uranabbau als Pilotprojekt von 115 Tonnen jährlich. Die Honeymoon-Mine mit dem geringsten Volumen hat die Kapazität von 400 Tonnen Uranoxide jährlich in den nächsten 5 bis 7 Jahren.
Im April 2009 genehmigte der Premierminister Mike Rann von South Australia den Uranabbau, nachdem die ALP zwei Jahre zuvor die Drei-Minen-Politik aufgegeben hatte. Der Abbau des Urans erfolgte durch die Southern Cross Resources Inc., die im Dezember 2005 mit der Aflease Gold and Uranium Resources of South Africa zur internationalen Gesellschaft SXR Uranium One mit Sitz in Kanada aufgingen.
Das AUD $138 Millionen teure Honeymoon-Projekt wird von Uranium One mit 51 % Anteilen und der japanischen Mitsui & Co mit 49 % betrieben.

## Betrieb
2011 wurde der Abbau mit 151 Tonnen begonnen. 2013 wurde der Uranabbau eingestellt, da er aufgrund fallender Rohstoffpreise nicht mehr rentabel war.